# Hypsanacis socoromae
Hypsanacis socoromae är en stekelart som beskrevs av Porter 1987. Hypsanacis socoromae ingår i släktet Hypsanacis och familjen brokparasitsteklar. Inga underarter finns listade i Catalogue of Life.